# Assé-le-Boisne
Pour les articles homonymes, voir Assé.
Ne doit pas être confondu avec Assé-le-Riboul.
Assé-le-Boisne est une commune française, située dans le département de la Sarthe en région Pays de la Loire, peuplée de 898 habitants. Elle possède un site historique, « La Motte Féodale » ancien ensemble fortifié avec remparts datant du Moyen Âge, patrimoine non classé. À son pied, un petit musée (maquette, copie d'arme d'époque, blason) rapporte son histoire.
La commune fait partie de la province historique du Maine.

## Géographie
| Saint-Léonard-des-Bois | Moulins-le-Carbonnel     | Gesnes-le-Gandelin                       |
| Sougé-le-Ganelon       | Assé-le-Boisne           | Saint-Victeur                            |
| Douillet               | Saint-Aubin-de-Locquenay | Saint-Ouen-de-Mimbré, Fresnay-sur-Sarthe |

### Climat
Pour des articles plus généraux, voir Climat des Pays de la Loire et Climat de la Sarthe.
En 2010, le climat de la commune est de type climat océanique dégradé des plaines du Centre et du Nord, selon une étude du CNRS s'appuyant sur une série de données couvrant la période 1971-2000. En 2020, Météo-France publie une typologie des climats de la France métropolitaine dans laquelle la commune est dans une zone de transition entre le climat océanique et le climat océanique altéré et est dans une zone de transition entre les régions climatiques « Normandie (Cotentin, Orne) » et « Moyenne vallée de la Loire ».
Pour la période 1971-2000, la température annuelle moyenne est de 10,9 °C, avec une amplitude thermique annuelle de 14,2 °C. Le cumul annuel moyen de précipitations est de 754 mm, avec 12,5 jours de précipitations en janvier et 7,1 jours en juillet. Pour la période 1991-2020, la température moyenne annuelle observée sur la station météorologique de Météo-France la plus proche, « Saint Germain_sapc », sur la commune de Fresnay-sur-Sarthe à 5 km à vol d'oiseau, est de 11,9 °C et le cumul annuel moyen de précipitations est de 695,6 mm,. Pour l'avenir, les paramètres climatiques de la commune estimés pour 2050 selon différents scénarios d'émission de gaz à effet de serre sont consultables sur un site dédié publié par Météo-France en novembre 2022.

## Urbanisme

### Typologie
Au 1er janvier 2024, Assé-le-Boisne est catégorisée commune rurale à habitat dispersé, selon la nouvelle grille communale de densité à sept niveaux définie par l'Insee en 2022.
Elle est située hors unité urbaine. Par ailleurs la commune fait partie de l'aire d'attraction d'Alençon, dont elle est une commune de la couronne,. Cette aire, qui regroupe 89 communes, est catégorisée dans les aires de 50 000 à moins de 200 000 habitants,.

### Occupation des sols
L'occupation des sols de la commune, telle qu'elle ressort de la base de données européenne d’occupation biophysique des sols Corine Land Cover (CLC), est marquée par l'importance des territoires agricoles (92 % en 2018), en diminution par rapport à 1990 (93,8 %). La répartition détaillée en 2018 est la suivante : 
terres arables (54,4 %), prairies (32,5 %), forêts (6,3 %), zones agricoles hétérogènes (5 %), zones urbanisées (1,7 %). L'évolution de l’occupation des sols de la commune et de ses infrastructures peut être observée sur les différentes représentations cartographiques du territoire : la carte de Cassini (XVIIIe siècle), la carte d'état-major (1820-1866) et les cartes ou photos aériennes de l'IGN pour la période actuelle (1950 à aujourd'hui).

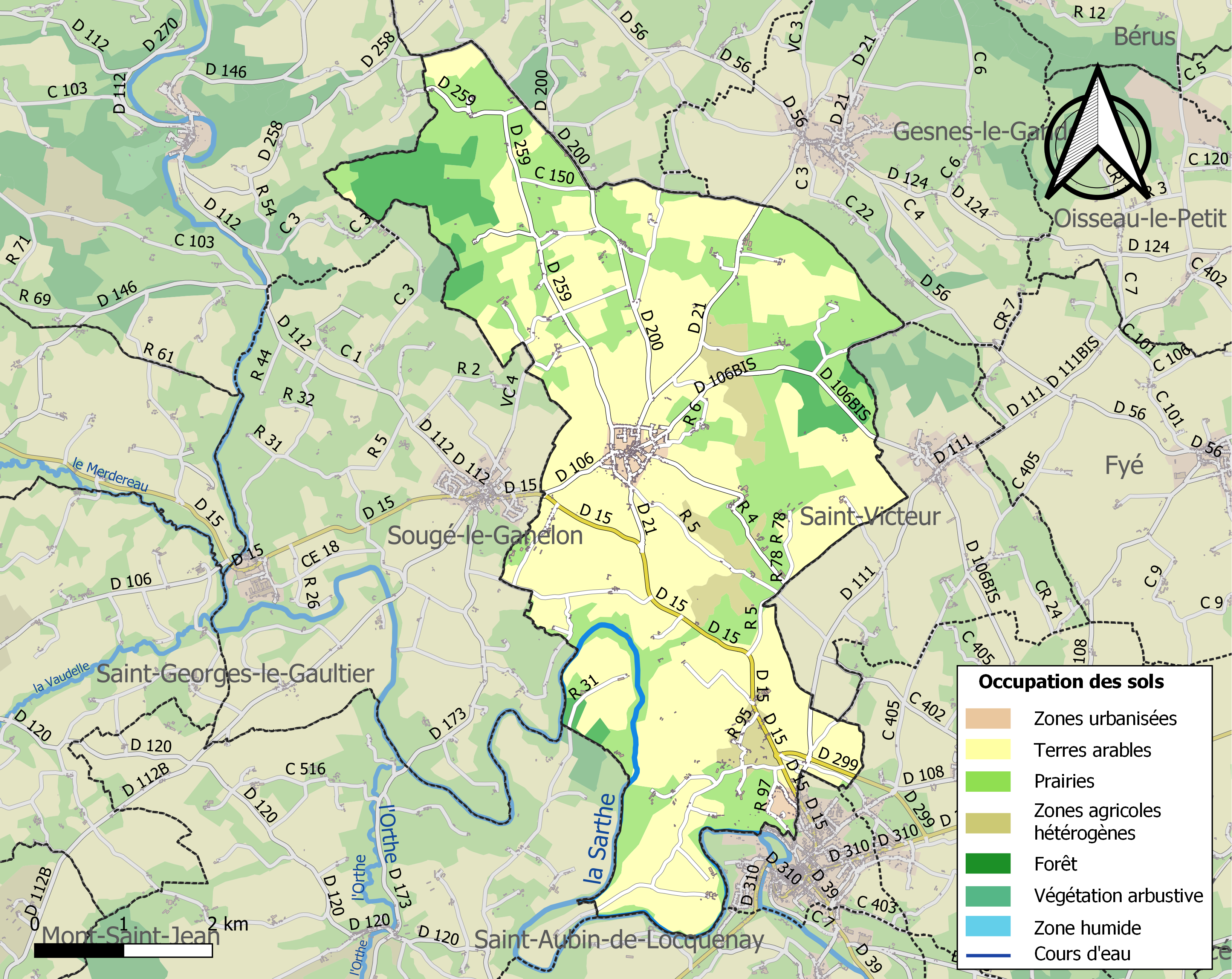
Carte des infrastructures et de l'occupation des sols de la commune en 2018 (CLC).

## Toponymie
Le nom de la localité est attesté sous la forme de Aciaco en 1097, de l'anthroponyme latin Accius ou Ascius suivi du suffixe gaulois ‑acum, suffixe d'origine gauloise qui marque l’appartenance ou la localisation et qui a régulièrement abouti à la terminaison -é à l'ouest.
Le gentilé est Assébolien ou Asséen.

## Politique et administration
| Période                                  | Période   | Identité          | Étiquette | Qualité                                                               |
| ---------------------------------------- | --------- | ----------------- | --------- | --------------------------------------------------------------------- |
| juin 1995                                | mars 2001 | Thérèse Mortier   |           | Directrice d'école retraitée, suppléante du député UDF Pierre Hellier |
| mars 2001                                | En cours  | Jean-Louis Breton | SE        | Technicien informatique                                               |
| Les données manquantes sont à compléter. |           |                   |           |                                                                       |

## Démographie
L'évolution du nombre d'habitants est connue à travers les recensements de la population effectués dans la commune depuis 1793. Pour les communes de moins de 10 000 habitants, une enquête de recensement portant sur toute la population est réalisée tous les cinq ans, les populations de référence des années intermédiaires étant quant à elles estimées par interpolation ou extrapolation. Pour la commune, le premier recensement exhaustif entrant dans le cadre du nouveau dispositif a été réalisé en 2004.
En 2022, la commune comptait 898 habitants, en évolution de −1,97 % par rapport à 2016 (Sarthe : −0,25 %, France hors Mayotte : +2,11 %).
| 1793  | 1800  | 1806  | 1821  | 1831  | 1836  | 1841  | 1846  | 1851  |
| ----- | ----- | ----- | ----- | ----- | ----- | ----- | ----- | ----- |
| 1 592 | 1 691 | 1 709 | 1 812 | 1 872 | 1 735 | 1 785 | 1 776 | 1 762 |

| 1856  | 1861  | 1866  | 1872  | 1876  | 1881  | 1886  | 1891  | 1896  |
| ----- | ----- | ----- | ----- | ----- | ----- | ----- | ----- | ----- |
| 1 727 | 1 733 | 1 714 | 1 599 | 1 589 | 1 404 | 1 334 | 1 245 | 1 175 |

| 1901  | 1906  | 1911  | 1921  | 1926 | 1931 | 1936 | 1946 | 1954 |
| ----- | ----- | ----- | ----- | ---- | ---- | ---- | ---- | ---- |
| 1 150 | 1 152 | 1 166 | 1 018 | 983  | 918  | 924  | 958  | 884  |

| 1962 | 1968 | 1975 | 1982 | 1990 | 1999 | 2004 | 2006 | 2009 |
| ---- | ---- | ---- | ---- | ---- | ---- | ---- | ---- | ---- |
| 837  | 809  | 784  | 781  | 754  | 791  | 851  | 871  | 890  |

| 2014 | 2019 | 2022 | - | - | - | - | - | - |
| ---- | ---- | ---- | - | - | - | - | - | - |
| 915  | 906  | 898  | - | - | - | - | - | - |

## Économie
Jusqu'en 1923, la commune avait un vignoble qui aujourd'hui a totalement disparu.

## Lieux et monuments
- Église Notre-Dame-et-Saint-André.

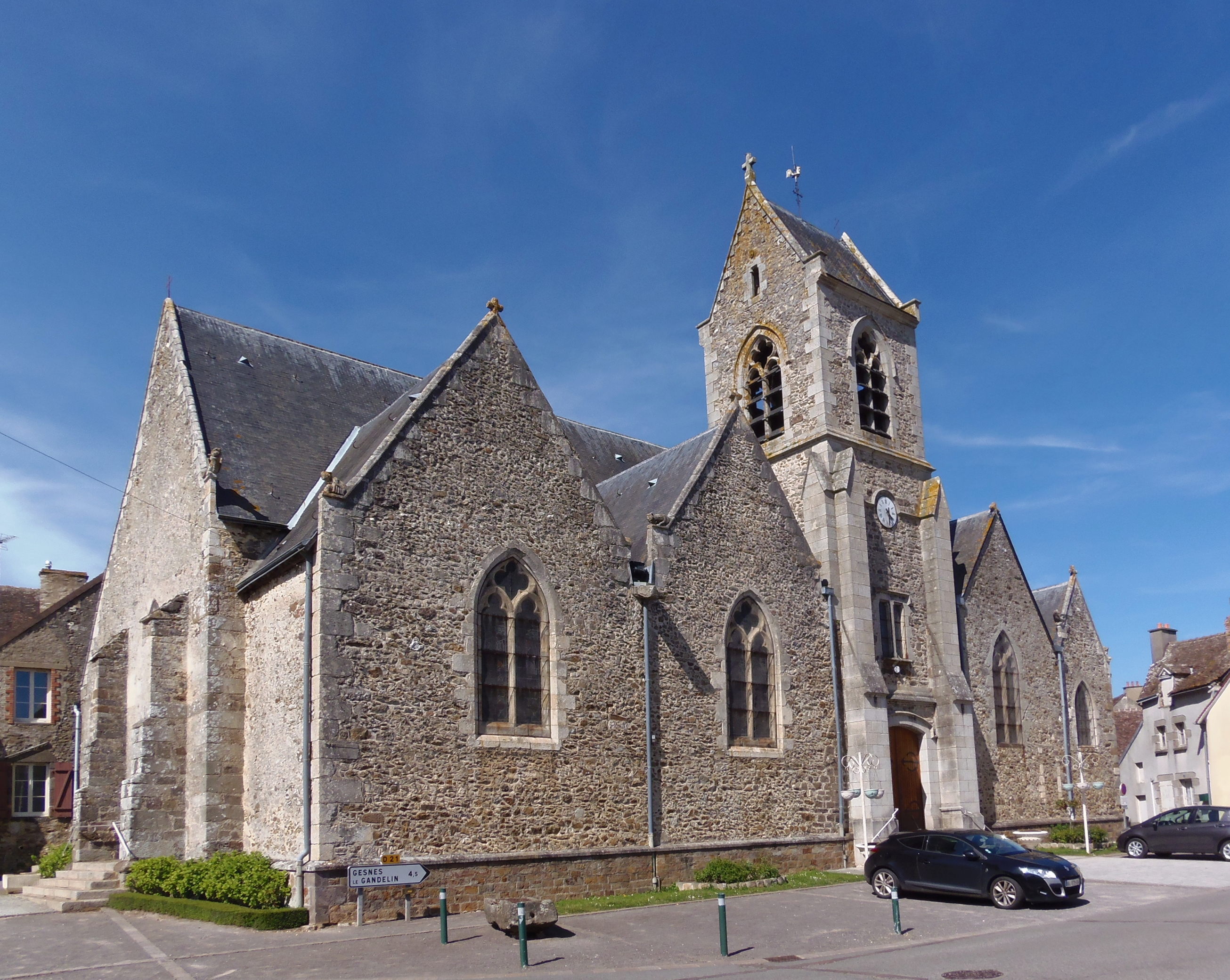
L'église Notre-Dame.

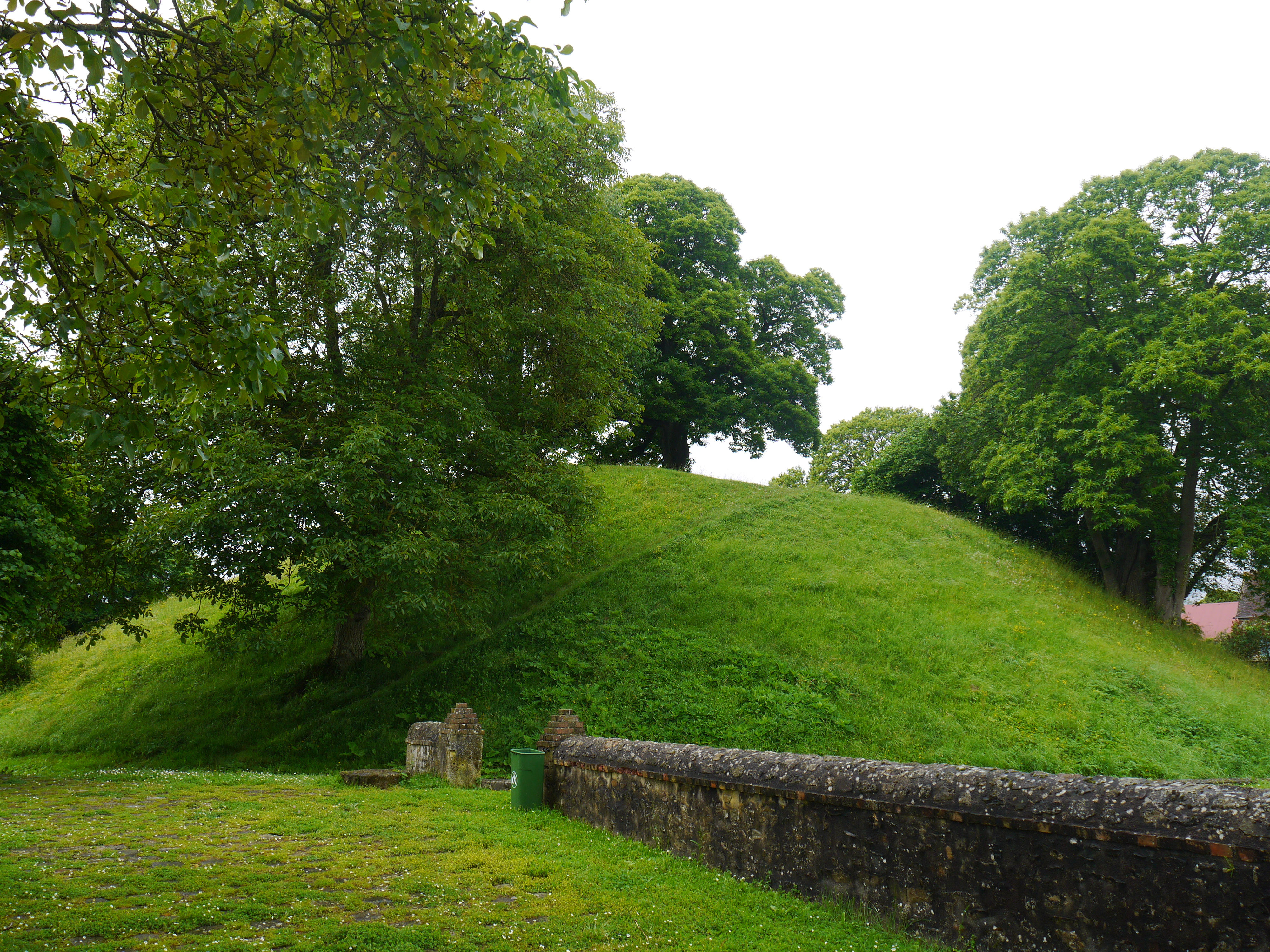
La motte castrale.

- Chapelle de la Madeleine, construite en 1470 sur l'emplacement d'une ancienne maladrerie templière.
- Manoir de l'Échenay, inscrit au titre des Monuments historiques depuis le 30 avril 1969[19].
- Motte castrale, située au centre de la commune, elle est mise en valeur depuis 1998. En 1426, durant la guerre de Cent Ans, la tour de bois qui la surmonte et sa basse-cour sont brûlées par les Anglais.
- Manoir de Pré, ou Prez, du XVe siècle.
- Route Ambroise de Loré.
- Menhir du Rocher Reine, ce menhir en quartz est situé à quelques mètres d'un chemin qui limite la commune au nord-est.

## Personnalités liées
- René de Rieux, seigneur de Sourdéac (1548-1628), militaire qui fut notamment gouverneur de Brest, mort à Assé-le-Boisne.